# Jefferson County (Oregon)
Jefferson County je okres ve státě Oregon v USA. K roku 2010 zde žilo 21 720 obyvatel. Správním městem okresu je Madras. Celková rozloha okresu činí 4 639 km².

## Sousední okresy
| Růžice kompasu | Marion County                   | Wasco County              |                | Růžice kompasu |
| Růžice kompasu | Linn County                     | Sever                     | Wheeler County | Růžice kompasu |
| Růžice kompasu | Linn County                     | Jefferson County (Oregon) | Wheeler County | Růžice kompasu |
| Růžice kompasu | Linn County                     | Jih                       | Wheeler County | Růžice kompasu |
| Růžice kompasu | Crook County a Deschutes County |                           |                | Růžice kompasu |